# Belarussischer Meister (Eishockey)
Diese Liste enthält alle Belarussischen Meister im Eishockey seit dem Zerfall der Sowjetunion im Jahr 1991. Rekordmeister mit neun Titeln ist der HK Junost Minsk vor dem HK Njoman Hrodna (sieben Titel).

## Titelträger
- 2024 Metallurg Schlobin
- 2023 Metallurg Schlobin
- 2022 Metallurg Schlobin
- 2021 HK Junost Minsk
- 2020 HK Junost Minsk
- 2019 HK Junost Minsk
- 2018 HK Njoman Hrodna
- 2017 HK Njoman Hrodna
- 2016 HK Junost Minsk
- 2015 HK Schachzjor Salihorsk
- 2014 HK Njoman Hrodna
- 2013 HK Njoman Hrodna
- 2012 Metallurg Schlobin
- 2011 HK Junost Minsk
- 2010 HK Junost Minsk
- 2009 HK Junost Minsk
- 2008 HK Keramin Minsk
- 2007 HK Dinamo Minsk
- 2006 HK Junost Minsk
- 2005 HK Junost Minsk
- 2004 HK Junost Minsk
- 2003 HK Homel
- 2002 HK Keramin Minsk
- 2001 HK Njoman Hrodna
- 2000 Tiwali Minsk
- 1999 HK Njoman Hrodna
- 1998 HK Njoman Hrodna
- 1997 Polimir Nawapolazk
- 1996 Polimir Nowopolazk
- 1995 Tiwali Minsk
- 1994 Tiwali Minsk
- 1993 Tiwali Minsk